# Adobe Acrobat Connect
Adobe Acrobat Connect (dawniej Macromedia Breeze, Adobe Breeze) – oprogramowanie stworzone przez firmę Macromedia, a po jej wykupieniu przez firmę Adobe Systems w roku 2005 rozwijane przez firmę Adobe Systems, służące do tworzenia szkoleń i interaktywnych prezentacji online.
Breeze składa się z rdzenia oraz wybieranych przez użytkowników modułów do spotkań, prezentacji i szkoleń. Charakterystyczną cechą programu jest oparcie interfejsu na technologii Flash. Program zawiera możliwość uprzedniego przesłania do centralnego folderu na serwerze materiału prezentacyjnego, jak pliki PowerPoint, Flash, JPEG i MP3 – w module współdzielenia plików akceptowane są dowolne formaty. Prezentacje mogą zawierać materiały audio i wideo.